# Атанас Назламов
Атанас Назламов (болг. Атанас Григориев Назлъмов; 15 вересня 1863, Болград — 1935, Софія) — болгарський офіцер з української Бессарабії. Генерал-лейтенант. 

## Біографія
Народився 15 вересня 1863 в Болграді. У 1882 закінчив військове училище в Софії і вступив до Першого кавалерійського полку.

## Сербсько-болгарська війна (1885)
У Сербсько-болгарській війні (1885) — начальник лівого флангу позиції Слівнішката.

## Балканська війна (1912—1913)
Під час Балканської війни (1912—1913) командував кавалерійською дивізією.

## Нагороди
- Орден «За хоробрість» III ступеня, 1-го і 2-го класу;
- Орден Святого Олександра II ступеня з мечами;
- Орден «За військові заслуги» II ступеня
- Орден «Стара планина» І ступеня з мечами, посмертно.